# Balthasar Gérard

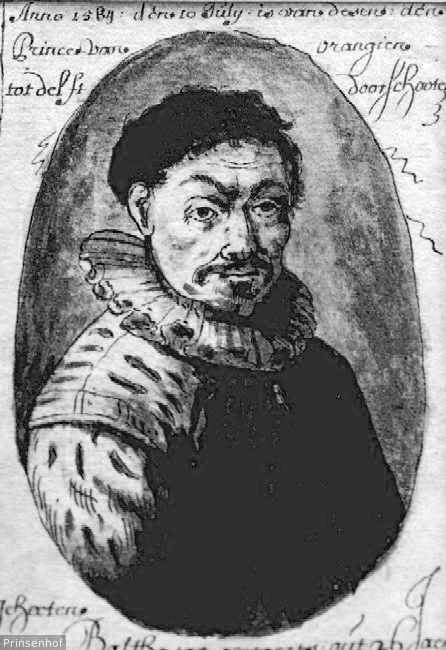
Balthasar Gerard

Balthasar Gérard (niderl. Gerards lub Gerardts) (ur. 1557, zm. 14 lipca 1584) – Francuz, wykonawca skutecznego zamachu na Wilhelma Orańskiego.

## Życiorys
Gérard urodził się w Vuillafans we francuskim hrabstwie Franche-Comté jako poddany króla Hiszpanii, na ulicy zwanej obecnie Rue Gérard pod numerem 3. Pochodził z rzymskokatolickiej rodziny posiadającej 11 dzieci.
Studiował prawo na uniwersytecie w Dole. Był fanatykiem religijnym i wielkim miłośnikiem Filipa II, króla Hiszpanii, który zaoferował 25 tysięcy koron za zabicie Wilhelma Orańskiego, nazywając go „szkodnikiem całego chrześcijaństwa i wrogiem rodzaju ludzkiego”. Jednak jeszcze zanim Filip II ogłosił nagrodę, Gerard powiedział swoim kolegom ze studiów, że własnoręcznie wbije sztylet w serce Wilhelmowi Orańskiemu.
Pod nazwiskiem Franz Guion trafił do służby Wilhelma, pozorując nienawiść do katolików. 10 lipca 1584 zastrzelił księcia trzema kulami na schodach jego pałacu w Delfcie (Prinsenhof), za co po torturach poćwiartowano go 3 dni później. Filip II Habsburg nadał szlachectwo jego rodzinie, której podarował również majątek Wilhelma we Franche-Comté.
Historia zamachu i śmierci Gerarda została opisana m.in. w książce Zabójczy Błękit autorstwa Jorga Kastnera.